# Baelor
Baelor est le neuvième épisode de la série américaine Game of Thrones, diffusé le 12 juin 2011 aux États-Unis sur HBO. Écrit par les créateurs et producteurs exécutifs de la série, David Benioff et D. B. Weiss, et réalisé par Alan Taylor. 

## Résumé

### Au camp des Lannister
Tywin Lannister informe Tyrion qu'il participera avec ses alliés barbares à la bataille contre l'armée de Robb Stark. Tyrion suspecte que son père essaye de le faire tuer. De retour dans sa tente, il fait la connaissance de Shae, une prostituée que Bronn lui a trouvée. Dans le cadre d'un jeu créé par Tyrion, il révèle qu'il était marié à l'âge de 16 ans à une prostituée payée par son père.
Plus tard, Tyrion est réveillé par Bronn, il revêt son armure et participe à la bataille contre les nordiens. Les barbares donnent l'assaut, Tyrion est quant à lui vite assommé. À son réveil son père l'informe que Robb n'a envoyé que 2000 hommes se demandant où sont passés les 18 000 autres.

### Aux Jumeaux
L'armée des Stark arrive aux Jumeaux. Ils s'arrêtent devant un pont contrôlé par Walder Frey qui leur refuse le passage, bien qu'il ait juré allégeance au lord de la maison Tully, le père de Catelyn Stark. Celle-ci part négocier avec lui, et réussit à le convaincre mais lord Frey lui impose deux conditions : Robb épousera une de ses filles et Arya un de ses garçons quand elle en aura l'âge. Robb accepte à contre-cœur.
L'armée de Robb emprunte le pont. Il envoie 2000 hommes pour feindre une bataille contre les hommes de Tywin Lannister qui s'attendaient à combattre l'armée entière des Stark. Les 18 000 autres hommes de Robb partent reprendre Vivesaigue aux mains de Jaime Lannister. Ce dernier est capturé par Robb à l'issue de la bataille.

### Au mur
Jeor Mormont, le Lord commandant de la garde de nuit offre à Jon Snow une somptueuse épée en acier valyrien appartenant à sa famille en guise de récompense pour lui avoir sauvé la vie. Mestre Aemon explique à Jon pourquoi les hommes de la garde de nuit ne prennent pas d'épouse. Il lui révèle sa vraie identité : Aemon Targaryen, oncle du roi fou Aerys (père de Daenerys). Aemon est resté à la garde de nuit quand ses proches se sont fait renverser du Trône de fer. Il conseille à Jon de bien réfléchir avant de prendre sa décision de rester à la Garde ou de rejoindre son frère Robb et l'avertit que c'est un choix à vie.

### À Lhazar
Khal Drogo est en plein délire à cause de son infection. Il tombe de son cheval, ce qui est un signe de faiblesse pour son peuple. Daenerys le remet aux mains d'une guérisseuse du nom de Mirri capturée par les Dothraki. Jorah avertit Daenerys que les Dothraki ne respectent que la force, et de ce fait, des hommes s'affronteront pour élire le nouveau Khal et le vainqueur la tuera, elle et son enfant à naitre. Daenerys refuse de laisser Drogo. Mirri égorge le cheval de Drogo et ordonne d'évacuer la tente. Dehors, Qotho, un dothraki, essaye de pénétrer dans la tente pour mettre fin au rituel de la sorcière mais il est tué par Jorah. Daenerys accouche prématurément, Jorah la soulève et entre dans la tente pour chercher de l'aide auprès de Mirri.

### À Port-Réal
Varys visite Eddard Stark dans les cellules du donjon. Il l'informe que s'il fait semblant de confesser sa trahison et de jurer allégeance au roi Joffrey, Cersei l'exilera à la Garde de Nuit. Ned refuse catégoriquement, mais reconsidère la proposition quand Varys lui fait savoir que Sansa a supplié pour qu'on lui laisse la vie sauve.
Arya, qui vagabonde dans les rues de la capitale, apprend qu'une foule se rassemble pour assister à l'exécution de la main du roi (son père). Elle se précipite sur les lieux et grimpe sur la statue de Baelor Targaryen. Quand il est amené, Eddard aperçoit Arya et informe Yoren, le recruteur de la garde de nuit, de sa présence. 
Ned confesse sa "trahison" et reconnait Joffrey comme seul roi légitime devant Sansa et Cersei, qui s'attendent à ce que Joffrey honore sa promesse de lui laisser la vie sauve. Mais il ordonne à Ser Ilyn Payne de "lui apprêter sa tête". Sansa assiste à la scène avec effroi ; Arya, quant à elle, est prise de force par Yoren, qui l'empêche de voir l’exécution. Après avoir constaté que sa fille Arya est secourue, Ned Stark s'en remet à son destin et se fait décapiter par le bourreau.  

## Accueil

### Audimat
L'épisode a été suivi par 2,7 millions de spectateurs aux États-Unis lors de sa première diffusion.
Au Royaume-Uni, 1,04 million de téléspectateurs ont regardé cet épisode, possédant la meilleure audience dans la semaine.

### Critiques
L'épisode est vivement acclamé par la critique. Les membres du The A.V. Club le notent avec un « A », Matt Fowler d’IGN lui attribue le « perfect score » de 10, le magazine lui décerne le trophée de « meilleur épisode télé » au cours des IGN Awards. 

« …la réalisation grandiose -d'Alan Taylor- de la dernière scène. Le zoom sur le visage d'Arya quand son père l'aperçoit, et l'établissement de la topographie de la zone… c'est le plus beau passage du livre premier et la scène est parfaitement réussie… tellement réaliste. »

— Todd VanDerWerff, The A.V. Club